# 芳沢光雄
芳沢 光雄（よしざわ みつお、1953年1月23日 - ）は、日本の数学者。理学博士。桜美林大学名誉教授。専門は数学・数学教育。曽祖父は元内閣総理大臣の犬養毅で、祖父は元外務大臣の芳澤謙吉。元国連難民高等弁務官の緒方貞子や東京大学名誉教授の川島裕はいとこ。外務事務次官や駐米大使を務めた井口貞夫はおじ。

## 略歴
東京都生まれ。慶應義塾幼稚舎、慶應義塾普通部、慶應義塾高等学校を経て、学習院大学理学部数学科を卒業（当時の慶應義塾大学工学部には数学を学ぶ学科が設置されていなかったため内部進学を断念した。なお、現在は理工学部に数理科学科が設置されている）。塾高の同級生に動物写真家の星野道夫がいる。1980年、学習院大学
より、理学博士号を取得。米国オハイオ州立大学博士特別研究員 （post doctoral fellow）、慶應義塾大学商学部助教授、城西大学理学部教授、東京理科大学理学部教授、桜美林大学リベラルアーツ学群教授などを歴任し、桜美林大学名誉教授。

## 数学
数学研究の専門は置換群と組合せ数学。かつての置換群論の大家Wielandtの学位論文を約40年ぶりに大きく改良した有限多重可移置換群の論文 (Osaka J. Math. vol. 16 (1979) 775–795) が学位論文。「無限次数の4重可移置換群の4点の固定部分群の位数は無限」(J. London Math. Soc. (2) vol. 19 (1979) 437–438) という結果は、その後の置換群の書によく引用されている面白い結果。また、アソシエーションスキームの構造を満たすデザインの研究 (Canad. J. Math. vol. 33 (1981) 1432–1438他) も行っていた。それらは著書『置換群から学ぶ組合せ構造』（日本評論社）に載せられている。「偶置換・奇置換一意性の別証明」（日本数学会「数学」vol. 58 (2006) 411–413）はあみだくじの発想による証明で、小学生でも視覚的に理解できるものである。その詳しい解説は『数学的ひらめき』（光文社新書）を参照。

## 数学教育活動
1990年代以降は、ゆとり教育導入による数学の学力低下を危惧し、数学教育の重要性と充実を訴える活動に力点を置いてきた。証明教育を中心とした“考えて論述する”教育の重要性を新聞・雑誌などで多数掲載している（読売新聞「論点」と朝日新聞「私の視点」にそれぞれ複数回ある）。2007年4月からスタートした毎日小学生新聞の週一回の連載「芳沢先生の身近な算数教室」は2年間におよんだ。2012年7月からスタートした日本経済新聞電子版の不定期の連載「おとなの数学」、同年11月からスタートした読売中高生新聞の隔週の連載「エンタの数学」は、生きた題材で構成されている。著書『反「ゆとり教育」奮戦記』には、積極的に引き受けてきた全国各地の小・中・高校への出前授業や教員研修会での講師のほか、一般向けの講演会のエピソードも楽しく記述されている。2006年7月に東京理科大学と松山市で共催した小説「坊っちゃん」100周年記念事業の一環として愛媛県立松山東高等学校（旧・松山中学）で行った授業、2007年9月の三倉茉奈・佳奈との数学ライブ（明治大学）等はNHKの全国ニュースで放送された。3年間に渡って訪れたという秋田県大仙市立西仙北西中学校がブラックバスの研究で日本学生科学賞の文部大臣賞を受賞したときの読売新聞秋田版に載ったお祝いのメッセージ（2008年2月6日）がある。現学習指導要領の算数の改定で桁数の多い掛け算や小数・分数の混合計算が復活し、3つの数字の四則混合計算が重視されたが、委員となっていた文部科学省委託事業「教科書の改善・充実に関する研究」で最後に取りまとめた提言（2008年春）にその主張が盛り込まれたことが少なからず影響しているようだ。2007年4月からの桜美林大学勤務はリベラルアーツ学群設置人事（2011年3月完成）であり、2008年秋に5回に渡って連載された朝日新聞東京都版キャンパスブログや著書『反「ゆとり教育」奮戦記』を見る限り、近年は「心」を重視した教育に関心を深めている。AKB48第1回じゃんけん大会の前に出版された『AKB48じゃんけん選抜公式ガイドブック』（2010年、光文社）誌上で、総選挙ベスト16のうち何人がじゃんけん選抜ベスト16に入るかという人数期待値を4.25人と予想し、結果が4人となったことから、これが「人生最高の思い出となる期待値計算」（著書『論理的に考え、書く力』より）と述べている。

## 主な招待講演（『反「ゆとり教育」奮戦記』記事中掲載分）
- 愛知県私立学校数学教員研修会（1996年3月16日）
- 山形県私学教員研修会（酒田1998年11月5日）
- 英進館教育講演会（福岡1998年11月29日）
- 大阪私立中学高校数学教育研究会（1999年12月3日ほか複数回）
- 東京目黒ロータリークラブ講演会（2000年5月25日）
- 鳥取市中学数学教員研修会（2000年10月18日）
- 新潟市中学数学教員研修会（2000年11月1日）
- 交詢社講演会（慶応義塾2002年3月15日）
- 福島県高校数学教員研修会（中通り2003年9月18日）
- 小学校算数教育研究全国大会（足立2003年10月15日）
- 福島県高校数学教員研修会（会津2004年1月31日）
- 北・北海道高校数学教員研修会（浜頓別2003年12月8日）
- 北海道算数教員研修会（札幌2004年1月9日）
- 岐阜県算数・数学教員研修会（2004年1月31日）
- 栃木県中学数学地区教員研修会（野木町2005年10月18日）
- 中国四国算数数学教育研究大会（2005年11月18日）
- 千葉県高等学校教育研究会数学部会（2006年11月8日）
- 東京都公立高校定時制通信制教育研究会数学部会（2006年12月26日）
- 宮城県高校数学教員研修会（2007年3月2日）
- 私学教育課程研修会（2007年6月12日）
- 広島県私学教育研修会（2007年8月21日）
- 茨城県教育研修センター研修会（2007年9月）
- 長野県教育研修センター研修会（2007年11月）
- 堺市算数教育研究会（2007年11月21日）
- 新潟県高等学校教育研究会数学部会（2007年12月5日）
- 愛媛県算数・数学夏季研究会（2008年7月25日）
- 中国四国算数数学教育研究大会（2012年11月1日）
- 神奈川県総合教育センター研修会（2013年8月）
- 九州算数・数学教育研究大会（熊本2014年7月29日）
- 福島県高校数学教員研修会（浜通り2014年9月12日）

## 主な出前授業（『反「ゆとり教育」奮戦記』記事中掲載分）
- 東京都立町田高校（サイエンスパートナーシップSPP2003年3月19日）
- 愛媛県立松山東高校（坊っちゃん100周年記念事業2006年7月26日）
- 北海道立浜頓別高校（2006年9月21日）
- 香川県立高松西高校（2006年11月26日）
- 宮城県立仙台向山高校（2007年3月2日）
- 東京都立戸山高校（スーパーサイエンスハイスクールSSH2007年11月6日）
- 静岡県立磐田南高校（SSH2008年）
- 山梨県立甲府南高校（SSH2009年）
- 東京家政大学付属女子中学校（2003年11月6日ほか複数回）
- 慶応義塾普通部（年月日不明）
- お茶の水女子大学附属中学校（SSH2004年1月28日）
- 安田女子中学校高等学校（広島市2008年6月5日）
- 盈進中学校高等学校（福山市2000年代複数回）
- 大仙市立西仙北西中学校（その道の達人、SPP2005年以降3回）
- 大仙市立西仙北東中学校（SPP2009年9月3日）
- 松山市立垣生中学校（2009年10月2日）
- 大仙市立大沢郷小学校、大仙市立双葉小学校（大仙市立西仙北西中学校訪問時）
- 静岡市立清水有度第一小学校（2005年6月10日）
- 新宿区立津久戸小学校（2006年12月21日）
- 滋賀県甲賀市立雲井小学校（その道の達人2006年9月26日）
- 宮城県東松島市小野小学校（その道の達人2007年9月28日）
- 福島県田村市立瀬川小学校（その道の達人2008年2月19日）
- 鹿児島県日置市立鶴丸小学校（その道の達人、年月日不明）

## 主要著書
- 算数・数学の“不思議”をカラーのイラストでまとめた絵本『ふしぎな数のおはなし』（数研出版　2002年）
- 専門書の『置換群から学ぶ組合せ構造』（日本評論社　2004年）
- 数学的な考え方をまとめた『数学的思考法』（講談社現代新書　2005年）
- 『数学的ひらめき』（光文社新書　2006年）[7]
- 算数・数学のつまずきの研究をまとめた『算数・数学が得意になる本』（講談社現代新書　2006年）
- 優しい心を前面に出した空想怪獣絵本物語『数のモンスターアタック』（幻冬舎　2007年）
- マークシート式数学入試問題の問題点（裏技）や入試数学の答案の書き方等を述べた『出題者心理から見た入試数学』（講談社ブルーバックス　2008年）
- 佐藤優氏推薦帯もある、証明を重視し前後の繋がりと生きた題材で高校数学を一本化した『新体系・高校数学の教科書（上・下）』（講談社ブルーバックス　2010年）
- 『新体系・高校数学の教科書（上・下）』の姉妹本である『新体系・中学数学の教科書』（講談社ブルーバックス　2012年）
- 就職委員長時代に行った夜間ボランティア授業をまとめた『就活の算数』（セブン＆アイ出版　2012年）
- G．ポリアの名著『いかにして問題をとくか』（丸善出版）の平易な入門書となる『いかにして問題をとくか・実践活用編』（丸善出版　2012年）
- 『数学的思考法』を発展させてマークシート問題の危険性と記述式問題の意義を述べた『論理的に考え、書く力』（光文社新書　2013年）
- 子ども達や親に直接算数の学び方を語りかけている『算数が好きになる本』（講談社　2014年）
- 出前授業で扱った内容を含む生きた題材から学ぶ数学をまとめた『ほんとうに使える数学　基礎編』（じっぴコンパクト新書　2014年）
- 『ほんとうに使える数学　基礎編』の続編である『ほんとうに使える数学　レベルアップ編』（じっぴコンパクト新書　2014年）
- 20年間の数学教育活動を踏まえた教育提言をまとめた『反「ゆとり教育」奮戦記』（講談社　2014年）
- 元々が群論の研究者として、視覚的な説明と丁寧な説明を重視した『群論入門〜対称性をはかる数学』（講談社ブルーバックス　2015年）
- 外国企業の研修や「例えば」の用法の分類を含み、広い意味の証明力を養う目的の『世界のエリートに必要な「証明力」の養い方』（大和書房　2015年）
- 物不足の時代にも示された日本人の「工夫」する精神を大切にして、算数を「工夫」して数学を理解する『算数でわかる数学』（サイエンス・アイ新書　2015年）
- 『AI時代を切りひらく算数　「理解」と「応用」を大切にする６年間の学び』(日本評論社　2019年)
- 『「%」が分からない大学生 : 日本の数学教育の致命的欠陥』（光文社、2019年）。ISBN 978-4-334-04407-7。OCLC 1098036838。 [8][9]

## 役員等
日本数学会評議員（平成7年度）、日本数学教育学会理事（平成13年、14年度）、第19期日本学術会議第4部委員などを歴任している。